# Chaetopteryx nalanae
Chaetopteryx nalanae là một loài Trichoptera trong họ Limnephilidae. Chúng phân bố ở miền Cổ bắc.